# Фаррель
Фаррель (нім. Varrel) — громада в Німеччині, розташована в землі Нижня Саксонія. Входить до складу району Діпгольц. Складова частина об'єднання громад Кірхдорф.
Площа — 43,83 км2. Населення становить 1537 ос. (станом на 31 грудня 2021).